# Vejle (amt)
Pour les articles homonymes, voir Vejle (homonymie).
L'amt de Vejle était un des amter du Danemark (départements) en vigueur de 1970 à 2006.

## Liste des municipalités

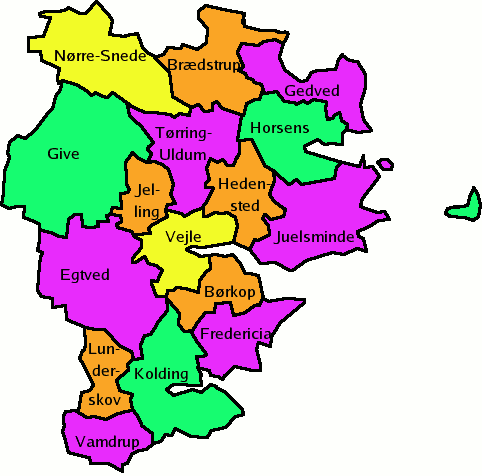
Municipalités de l'amt de Vejle

L'amt de Vejle était divisé en plusieurs municipalités :
| - Brædstrup - Børkop - Egtved - Fredericia - Gedved - Give - Hedensted - Horsens | - Jelling - Juelsminde - Kolding - Lunderskov - Nørre-Snede - Tørring-Uldum - Vamdrup - Vejle |